# 21.ª etapa del Giro de Italia 2023
La 21.ª etapa del Giro de Italia 2023 tuvo lugar el 28 de mayo de 2023 y consistió en una cronoescalada individual con inicio y final en la ciudad de Roma sobre un recorrido de 126 km. Esta fue ganada por el británico Mark Cavendish del equipo Astana Qazaqstan Team, mientras que el esloveno Primož Roglič del Jumbo-Visma consiguió mantener el liderato.

## Clasificación de la etapa
| Roma - Roma | etapa llana | (126 km) |

| \| Clasificación de la etapa \| Clasificación de la etapa \| Clasificación de la etapa \| Clasificación de la etapa \| Clasificación de la etapa \| \| Ciclista \| Ciclista \| Equipo \| Tiempo \| \| \| ------------------------- \| ------------------------- \| ---------------------------------- \| ------------------------- \| ------------------------- \| \| 1.º \| Mark Cavendish \| Astana Qazaqstan Team \| 2 h 48 min 26 s \| \| \| 2.º \| Alex Kirsch \| Trek-Segafredo \| + 0 s \| \| \| 3.º \| Filippo Fiorelli \| Green Project-Bardiani CSF-Faizanè \| + 0 s \| \| \| 4.º \| Alberto Dainese \| Team DSM \| + 0 s \| \| \| 5.º \| Alexander Krieger \| Alpecin-Deceuninck \| + 0 s \| \| \| 6.º \| Jake Stewart \| Groupama-FDJ \| + 0 s \| \| \| 7.º \| Fernando Gaviria \| Movistar Team \| + 0 s \| \| \| 8.º \| Michael Matthews \| Team Jayco AlUla \| + 0 s \| \| \| 9.º \| Arne Marit \| Intermarché-Circus-Wanty \| + 0 s \| \| \| 10.º \| Campbell Stewart \| Team Jayco AlUla \| + 0 s \| \| |                   |                                    |                 |
| |                   |                                    |                 |
| Fuente: ProCyclingStats |                   |                                    |                 |
| Clasificación de la etapa |                   |                                    |                 |
| Ciclista | Ciclista          | Equipo                             | Tiempo          |
| 1.º | Mark Cavendish    | Astana Qazaqstan Team              | 2 h 48 min 26 s |
| 2.º | Alex Kirsch       | Trek-Segafredo                     | + 0 s           |
| 3.º | Filippo Fiorelli  | Green Project-Bardiani CSF-Faizanè | + 0 s           |
| 4.º | Alberto Dainese   | Team DSM                           | + 0 s           |
| 5.º | Alexander Krieger | Alpecin-Deceuninck                 | + 0 s           |
| 6.º | Jake Stewart      | Groupama-FDJ                       | + 0 s           |
| 7.º | Fernando Gaviria  | Movistar Team                      | + 0 s           |
| 8.º | Michael Matthews  | Team Jayco AlUla                   | + 0 s           |
| 9.º | Arne Marit        | Intermarché-Circus-Wanty           | + 0 s           |
| 10.º | Campbell Stewart  | Team Jayco AlUla                   | + 0 s           |

## Clasificaciones al final de la etapa

### Clasificación general(Maglia Rosa)
| \| Clasificación general \| Clasificación general \| Clasificación general \| Clasificación general \| Clasificación general \| \| Ciclista \| Ciclista \| Equipo \| Tiempo \| \| \| --------------------- \| --------------------- \| --------------------- \| --------------------- \| --------------------- \| \| 1.º \| Primož Roglič \| Jumbo-Visma \| 85 h 29 min 02 s \| \| \| 2.º \| Geraint Thomas \| Ineos Grenadiers \| + 14 s \| \| \| 3.º \| João Almeida \| UAE Team Emirates \| + 1 min 15 s \| \| \| 4.º \| Damiano Caruso \| Bahrain Victorious \| + 4 min 40 s \| \| \| 5.º \| Thibaut Pinot \| Groupama-FDJ \| + 5 min 43 s \| \| \| 6.º \| Thymen Arensman \| Ineos Grenadiers \| + 6 min 05 s \| \| \| 7.º \| Edward Dunbar \| Team Jayco AlUla \| + 7 min 30 s \| \| \| 8.º \| Andreas Leknessund \| Team DSM \| + 7 min 31 s \| \| \| 9.º \| Lennard Kämna \| Bora-Hansgrohe \| + 7 min 46 s \| \| \| 10.º \| Laurens De Plus \| Ineos Grenadiers \| + 9 min 08 s \| \| |                    |                    |                  |
| |                    |                    |                  |
| Fuente: ProCyclingStats |                    |                    |                  |
| Clasificación general |                    |                    |                  |
| Ciclista | Ciclista           | Equipo             | Tiempo           |
| 1.º | Primož Roglič      | Jumbo-Visma        | 85 h 29 min 02 s |
| 2.º | Geraint Thomas     | Ineos Grenadiers   | + 14 s           |
| 3.º | João Almeida       | UAE Team Emirates  | + 1 min 15 s     |
| 4.º | Damiano Caruso     | Bahrain Victorious | + 4 min 40 s     |
| 5.º | Thibaut Pinot      | Groupama-FDJ       | + 5 min 43 s     |
| 6.º | Thymen Arensman    | Ineos Grenadiers   | + 6 min 05 s     |
| 7.º | Edward Dunbar      | Team Jayco AlUla   | + 7 min 30 s     |
| 8.º | Andreas Leknessund | Team DSM           | + 7 min 31 s     |
| 9.º | Lennard Kämna      | Bora-Hansgrohe     | + 7 min 46 s     |
| 10.º | Laurens De Plus    | Ineos Grenadiers   | + 9 min 08 s     |

### Clasificación por puntos(Maglia Ciclamino)
| Clasificación por puntos | Clasificación por puntos | Clasificación por puntos | Clasificación por puntos | Clasificación por puntos |
| Ciclista                 | Ciclista                 | Equipo                   | Puntos                   |                          |
| ------------------------ | ------------------------ | ------------------------ | ------------------------ | ------------------------ |
| 1.º                      | Jonathan Milan           | Bahrain Victorious       | 217 pts                  |                          |
| 2.º                      | Derek Gee                | Israel-Premier Tech      | 164 pts                  |                          |
| 3.º                      | Michael Matthews         | Team Jayco AlUla         | 101 pts                  |                          |
| 4.º                      | Mark Cavendish           | Astana Qazaqstan Team    | 101 pts                  |                          |
| 5.º                      | Pascal Ackermann         | UAE Team Emirates        | 95 pts                   |                          |
| 6.º                      | Toms Skujiņš             | Trek-Segafredo           | 91 pts                   |                          |
| 7.º                      | Nico Denz                | Bora-Hansgrohe           | 77 pts                   |                          |
| 8.º                      | Magnus Cort              | EF Education-EasyPost    | 68 pts                   |                          |
| 9.º                      | Alberto Dainese          | Team DSM                 | 63 pts                   |                          |
| 10.º                     | Primož Roglič            | Jumbo-Visma              | 56 pts                   |                          |

### Clasificación de la montaña(Maglia Azzurra)
| Clasificación de la montaña | Clasificación de la montaña | Clasificación de la montaña        | Clasificación de la montaña | Clasificación de la montaña |
| Ciclista                    | Ciclista                    | Equipo                             | Puntos                      |                             |
| --------------------------- | --------------------------- | ---------------------------------- | --------------------------- | --------------------------- |
| 1.º                         | Thibaut Pinot               | Groupama-FDJ                       | 237 pts                     |                             |
| 2.º                         | Derek Gee                   | Israel-Premier Tech                | 200 pts                     |                             |
| 3.º                         | Ben Healy                   | EF Education-EasyPost              | 164 pts                     |                             |
| 4.º                         | Davide Bais                 | Eolo-Kometa                        | 144 pts                     |                             |
| 5.º                         | Einer Rubio                 | Movistar Team                      | 118 pts                     |                             |
| 6.º                         | Primož Roglič               | Jumbo-Visma                        | 86 pts                      |                             |
| 7.º                         | Santiago Buitrago           | Bahrain Victorious                 | 82 pts                      |                             |
| 8.º                         | Davide Gabburo              | Green Project-Bardiani CSF-Faizanè | 69 pts                      |                             |
| 9.º                         | João Almeida                | UAE Team Emirates                  | 67 pts                      |                             |
| 10.º                        | Aurélien Paret-Peintre      | AG2R Citroën Team                  | 56 pts                      |                             |

### Clasificación de los jóvenes(Maglia Bianca)
| Clasificación del mejor joven | Clasificación del mejor joven | Clasificación del mejor joven | Clasificación del mejor joven | Clasificación del mejor joven |
| Ciclista                      | Ciclista                      | Equipo                        | Tiempo                        |                               |
| ----------------------------- | ----------------------------- | ----------------------------- | ----------------------------- | ----------------------------- |
| 1.º                           | João Almeida                  | UAE Team Emirates             | 85 h 30 min 17 s              |                               |
| 2.º                           | Thymen Arensman               | Ineos Grenadiers              | + 4 min 50 s                  |                               |
| 3.º                           | Andreas Leknessund            | Team DSM                      | + 6 min 16 s                  |                               |
| 4.º                           | Einer Rubio                   | Movistar Team                 | + 9 min 28 s                  |                               |
| 5.º                           | Ilan Van Wilder               | Soudal Quick-Step             | + 10 min 43 s                 |                               |
| 6.º                           | Santiago Buitrago             | Bahrain Victorious            | + 11 min 06 s                 |                               |
| 7.º                           | Filippo Zana                  | Team Jayco AlUla              | + 32 min 07 s                 |                               |
| 8.º                           | Laurens Huys                  | Intermarché-Circus-Wanty      | + 51 min 03 s                 |                               |
| 9.º                           | Brandon McNulty               | UAE Team Emirates             | + 1 h 06 min 28 s             |                               |
| 10.º                          | Marco Frigo                   | Israel-Premier Tech           | + 1 h 23 min 21 s             |                               |

### Clasificación por equipos"Súper team"
| Clasificación por equipos | Clasificación por equipos | Clasificación por equipos | Clasificación por equipos |
| Equipo                    | Equipo                    | Tiempo                    |                           |
| ------------------------- | ------------------------- | ------------------------- | ------------------------- |
| 1.º                       | Bahrain Victorious        | 256 h 21 min 18 s         |                           |
| 2.º                       | Ineos Grenadiers          | + 16 min 22 s             |                           |
| 3.º                       | Jumbo-Visma               | + 30 min 40 s             |                           |
| 4.º                       | UAE Team Emirates         | + 51 min 53 s             |                           |
| 5.º                       | AG2R Citroën Team         | + 1 h 21 min 30 s         |                           |
| 6.º                       | Bora-Hansgrohe            | + 1 h 25 min 31 s         |                           |
| 7.º                       | Astana Qazaqstan Team     | + 1 h 31 min 44 s         |                           |
| 8.º                       | Team Jayco AlUla          | + 1 h 32 min 51 s         |                           |
| 9.º                       | Israel-Premier Tech       | + 1 h 51 min 54 s         |                           |
| 10.º                      | EF Education-EasyPost     | + 2 h 18 min 52 s         |                           |

## Abandonos
Ninguno.